# John Bacchus Dykes
John Bacchus Dykes   (Kingston upon Hull, 10 de març de 1823 - Ticehurst, 22 de gener de 1876) fou un clergue, compositor i escriptor d'himnes.
Se'l nomenà canonge i cantor de la catedral de Durham. Contribuí a la fundació de l'Associació musical de la universitat de Cambridge. Junt amb d'altres músics recollí Himnes antics i moderns, entre les quals hi figuren algunes d'en Dykes.